# 평판 인쇄
평판 인쇄(lithographic press)는 인쇄 방식의 하나로 판에 요철 없이 인쇄하는 방법이다. 평판인쇄 방법으로는 오프셋 인쇄, 석판 인쇄, UV 인쇄 등이 있으며 레이저 프린터도 정전기를 이용한 평판 인쇄 방식을 사용한다.

## 같이 보기
- 석판 인쇄